# جایزه بلک ریل
جایزه بلک ریل (انگلیسی: Black Reel Awards) یا جایزهٔ حلقهٔ فیلم سیاه که به‌اختصار «BRAs» نامیده می‌شود، جایزه‌ای است که توسط «بنیاد تقویت سیاه‌پوستان آمریکا در سینما» (FAAAF) به‌منظورِ ارج‌نهادن بر پیشرفت و تعالی سیاه‌پوستان آمریکا و دستاوردهای سینمایی دسته‌جات پراکنده و گوناگون آفریقایی‌تبارها در صنعت فیلم سرتاسر جهان اهدا می‌شود و معیار انتخاب آنان نیز، رأی‌گیری از اعضای این بنیاد است.
این جایزه نخستین بار، در سال ۲۰۰۰ میلادی در واشینگتن، دی.سی. اهدا شد و قدیمی‌ترین جایزهٔ اختصاصی سینما برای سیاه‌پوستان آفریقا محسوب می‌شود.